# Pribaoutki
Pribaoutki, surnommé Chansons plaisantes, est un cycle de quatre chants pour voix et huit instruments composé par Igor Stravinsky en 1914. Le texte est généralement chanté en russe, mais il peut également être chanté en français, dans une traduction de Charles-Ferdinand Ramuz. La durée totale du cycle est d'environ quatre minutes.
Les quatre chants sont :
1. Kornilo (traduit par Ramuz par L'Oncle Armand)
2. Natachka (Le Four)
3. Le Colonel
4. Le Vieux et le lièvre

## Histoire
Les Pribaoutki ont été composées entre juin et septembre 1914, mais n'ont été créées que le 6 juin 1919, à Paris, en même temps que les Berceuses du chat. L'instrumentation est très proche de celle des Trois Poésies de la lyrique japonaise : flûte, hautbois (jouant aussi le cor anglais), clarinette, basson, violon, alto, violoncelle et contrebasse. Quoique Stravinsky préférait la voix d'homme dans son cycle, il est plus fréquent de l'entendre chanté par une femme.

## Discographie
- Cathy Berberian, instrumentistes du Columbia Symphony Orchestra, Igor Stravinsky (1964), Sony Classical (coffret Works of Igor Stravinsky)
- Katherine Ciesinski (en), membres de l'Orchestre de l'église Saint-Luc, Robert Craft (1992), Naxos